# 베이비박스

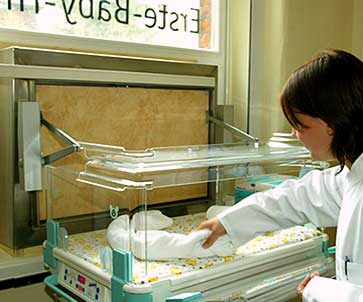
독일의 베이비 박스

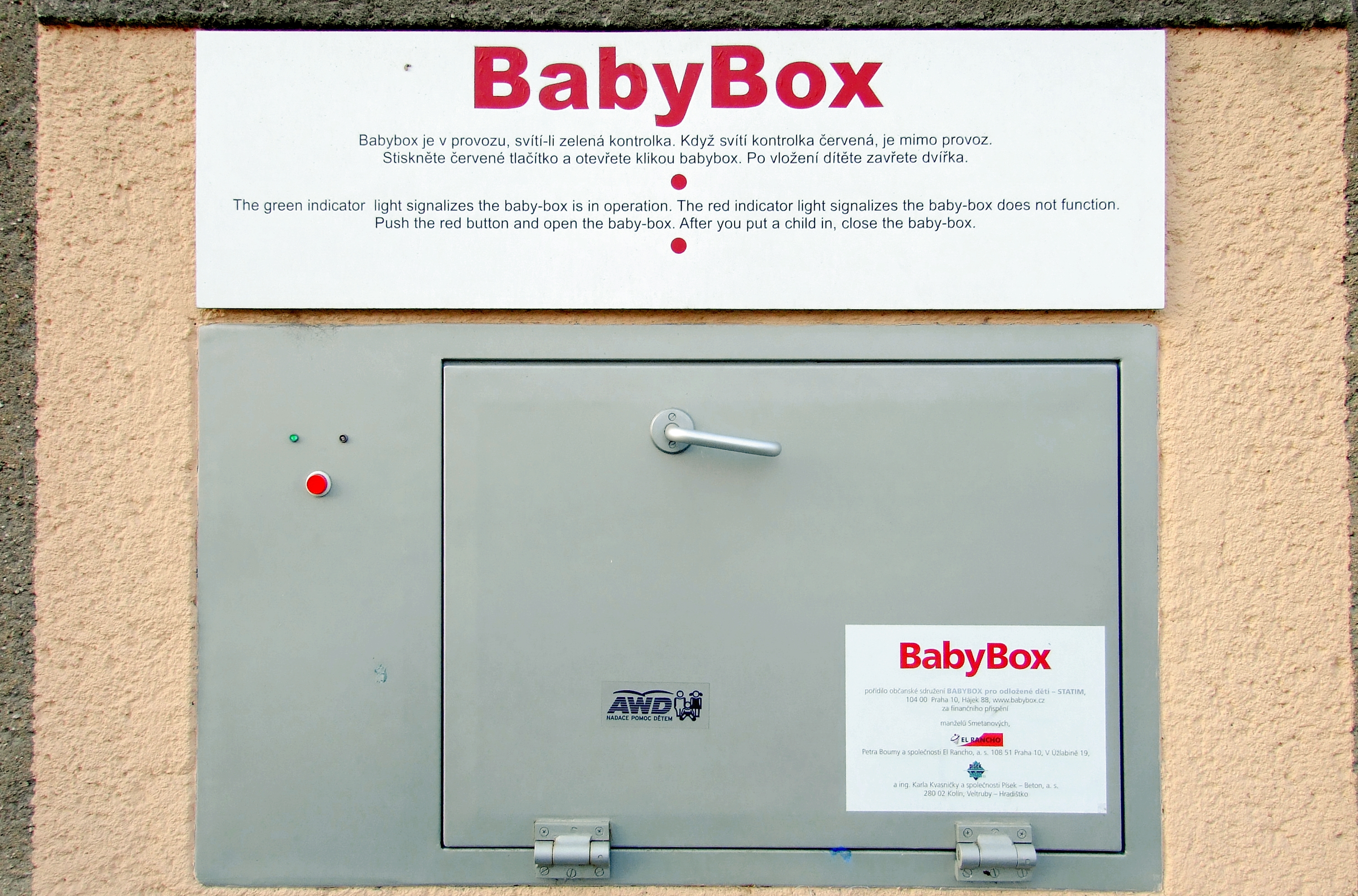
체코의 베이비 박스

베이비박스(baby box)는 부득이한 사정으로 아기를 키울 수 없는 산모가 작은 철체 상자 안에 아기를 두고 갈 수 있도록 만든 것으로 유기되는 아이들의 안전을 위해 만들어졌다.

## 나라별 베이비박스

### 대한민국
대한민국에서는 현재 서울 주사랑공동체교회의 이종락 목사가 베이비 박스를 운영하고 있으며, 경기도 군포시 새가나안교회에서도 '국내 두 번째 베이비 박스'가 운영되고 있다. 이종락 목사는 교회 앞 대문에 버려진 신생아가 저체온증으로 숨질 뻔한 일을 겪고 나서 설치했다고 한다. 이곳의 베이비 박스는 담장을 뚫어 만든 것으로 가로 70cm, 높이 60cm, 깊이 45cm의 공간으로 되어있다. 담장 벽에는 ‘미혼모 아기와 장애로 태어난 아기를 유기하거나 버리지 말고 여기에 넣어 주세요’라는 안내문이 붙어 있다. 아기를 두고 가면 벨이 울리며 이 목사가 아기를 방으로 데리고 간다. 하지만 이 베이비박스는 찬반논란에 휩싸여 있다. 길바닥이나 쓰레기통에 버려져 죽을 수 있는 어린 생명들을 살린다는 입장과, 결국 아기를 죄책감 없이 버리는 행위를 더욱 조장하게 만든다는 입장이다.

### 일본
구마모토현 지케이(慈惠) 병원에 ‘황새의 요람’이라는 이름의 베이비 박스가 있다. 아시아권 나라에서는 최초로 베이비 박스를 공식적으로 운영하고 있다. 이 시설은 다음과 같은 원칙을 가지고 있다.
① 병원의 한적한 곳에 45cm×65cm의 문을 만들고, 그 안에 섭씨 36 °C를 유지하는 보육기를 놓는다. ② 아기가 그 안에 놓이면, 알람이 울려 병원의 담당자에게 알린다. ③ 감시 카메라는 아기만 비추게 된다. ④ ‘아무래도 아기를 다시 데려와야겠다는 생각이벨이 울리고 폐쇄회로 TV에 그 모습이 비치도록 돼 있다. 그 후 곧바로 간호사가 달려가 아기를 돌보도록 돼 있는 시스템을 가지고 있다.

## 베이비 박스를 둘러싼 찬반 논란

### 찬성
베이비박스는 아기들의 생명을 구하기 위해 필요하다. 아기를 맡길 수 있는 시설이 현실적으로 부족한 상황과 시설이 있더라도 신분 노출을 꺼리는 부모들이 있기 때문에 이것은 아기의 생명과 직결될 수 있고, 추운 겨울 날씨에 연약한 아기들이 동사할 수 있기 때문에 베이비 박스는 필요하다는 입장이다. 또한 입양특례법이 개정된 후 아기를 입양기관에 등록하는 방법이 까다로워졌기 때문에 아기의 유기 수가 늘어난 이 시점에서 베이비박스는 한 생명을 살리기 위해 반드시 필요한 시설이라고 할 수 있다.

### 반대
아기를 버릴 수 있는 환경을 만들어줘선 안 된다는 입장으로, 베이비박스가 영아 유기를 조장한다는 것이다. 책임감을 가지고 아이를 기를 수 있는 환경을 조성하는 게 우선이다.

## 관련 영화
- 브로커
- 2016년 《드롭박스》